# ルドルフ・ウィットカウアー
ルドルフ・ウィットカウアー（Rudolf Wittkower, 1901年 - 1971年）は、ドイツ出身の美術史家である。

## 経歴
ドイツ・ベルリン生まれ。ミュンヘン大学、ベルリン大学で美術史を学んだ。
ナチスの台頭を機に1934年、美術史家の妻マーゴットとともにロンドンへ移住し、ウォーバーグ研究所に籍を置いた（1956年まで）。
ロンドン大学（1934年-1956年）で美術史を講じ、コロンビア大学（1956年-1969年）で考古学、美術史の学部長を務めた。
その後、ケンブリッジ大学教授に就任。
1971年、ニューヨークで亡くなった。死後（1975年）、アリス・デイビス・ヒッチコック賞を受賞している。

## 業績
主著はエルヴィン・パノフスキーの理論を建築に応用した"Architectural Principles in the Age of Humanism"（邦題『ヒューマニズム建築の源流』。原著のタイトルは「人文主義時代 [=ルネサンス期] の建築原理」の意）である。同書はルネサンス期の建築家アルベルティとパッラーディオの作品と建築論を中心に、宇宙的調和の現れである人体比例、音楽調和と建築の関係を分析している。特に第4部では、パッラーディオが理想と考えた建築の空間比例（例：平面が6×12フィートなら高さは9フィート）は、ピタゴラスによって示されたギリシアの音階の協和音に対応している（6:9:12＝2:3:4は五度と四度に当たる）と論じた。ウィットカウアーによれば、ルネサンス期の建築家が特に音楽に注目したのは、建築が手仕事と見られていたのに対して、音楽が数学に基礎づけられた学芸と認められていたからである。
刊行後、この理論は美術史の業績として、多くの論争の対象となった。CIAM以後の建築家や建築批評家などにルネサンス建築に対する新しい見方を提供し、パッラーディオの建築比例の普遍性として受け入れられた。

## 著作
- British art and the Mediterranean（1948年）、フリッツ・ザグスルと共著　
  - 「英国美術と地中海世界」鯨井秀伸訳、勉誠出版 2005
- Architectural Principles in the Age of Humanism（1949年） 
  - 「ヒューマニズム建築の源流」中森義宗訳、彰国社 1971
- Gian Lorenzo Bernini（1955年）
- Art and Architecture in Italy, 1600-1750 (Hist of Art)（1958年）
- Born Under Saturn: The Character and Conduct of Artists（1963年）夫人との共著
  - 「数奇な芸術家たち―土星のもとに生まれて」中森義宗・清水忠訳、岩崎美術社 1969
- Divine Michelangelo（1964年）
- Palladio and English Palladianism（1974年）
- Gothic versus classic: architectural projects in seventeenth century Italy（1974年）
- Allegory and the Migration of Symbols（1977年）
  - 「アレゴリーとシンボル」大野芳材・西野嘉章訳、平凡社 1991（ヴァールブルクコレクション）
- SCULPTURE（1977年）　
  - 「彫刻―その制作過程と原理」池上忠治監訳、中央公論美術出版 1994